# 카우보이

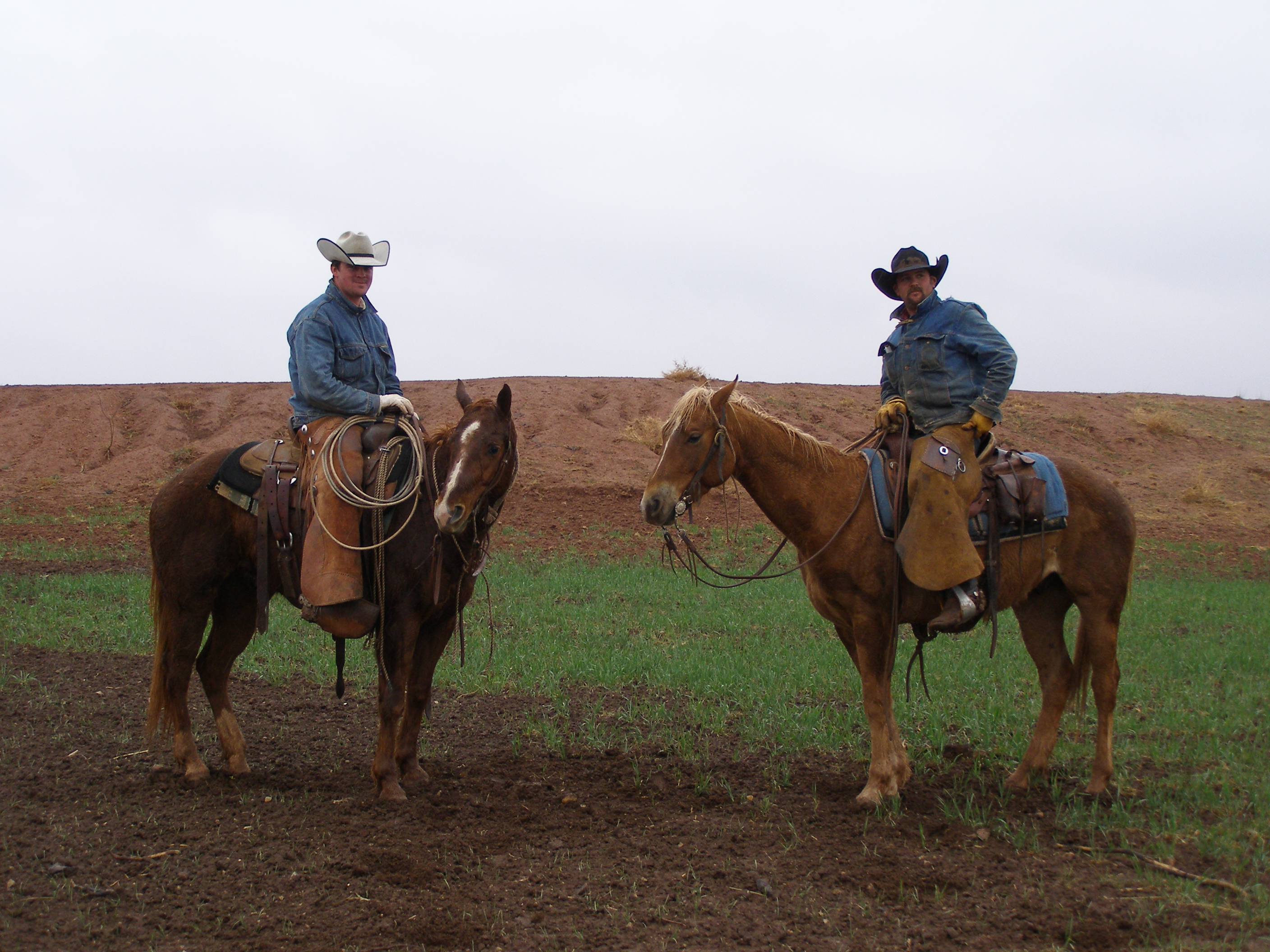
텍사스주의 카우보이. 이들이 지금 입고 있는 옷은 19세기의 카우보이 옷과도 유사하다.

카우보이(cowboy)는 미국 서부 지방이나 캐나다·멕시코 등의 목장에서 말을 타고 일하는 남자를 지칭한다. 미국동화 마법의 시간탐험여행 《카우보이 마을의 유령》(원제:Ghost Town At Sundown (Magic Tree House 10),글 메리 폽 어즈번Mary Pope Osborne, 그림 살 머도카,옮김 노은정 옮김, 비룡소 펴냄)에 따르면, 야생말을 모으고,길들여서 목장까지 이동하기, 목장 관리등의 고된 노동을 하였다. 카우펀처, 펀처, 랭글러 등으로 불리기도 한다.
카우보이들은 목장에서 가축을 사육하는 목축노동을 하여 서부를 풍요로운 지역으로 만드는 데 힘썼으며, 개척자 정신인 용기·독립·자립을 대변하게 되었다. 그러나 미국이 독립전쟁으로 영국으로부터 독립하면서부터, 아메리카 원주민을 핍박하는 역할을 맡았다. 특히 미국이 영토를 확장하는 과정에서 수많은 아메리카 원주민들이 학살되거나, 인디언보호구역으로 강제이주되거나, 1830년 강제이주를 당하면서 동사, 아사를 했다(→눈물의 길).

## 역사
카우보이의 전통의 기원은 스페인이며 중세 스페인의 아시엔다 시스템과 함께 시작한다. 카우보이 전통에서 볼 수 있는 이러한 스타일의 가축 방목은 이베리아 반도 전역에 퍼졌고 나중에 아메리카 대륙으로 수입되었다. 두 지역 모두 풀이 부족한 건조한 기후를 갖고 있었기 때문에 대규모 소 떼를 키우려면 충분한 마초를 얻기 위해 막대한 양의 토지가 필요했다. 사람이 걸어서 갈 수 있는 것보다 더 먼 거리를 이동해야 한다는 요구로 인해 말을 탄 바케로(vaquero)가 개발되었다.

## 같이 보기
- 에스탄시아
- 가우초
- 총잡이
- 이목 (목축)